# Силомер
Силомерът (или динамометърът) е уред за измерване на сила. Разграфен е в единицата от SI нютони.
Състои се от силово звено и отчитащо устройство. В силовото звено на динамометъра усилието се преобразува в деформация или електрически сигнал, която се регистрира от отчитащото устройство. По принципа си на действие силомерите могат да са механични (пружинни), хидравлични, електронни и комбинирани. Електронните могат да използват пиезокристал, който генерира електрически заряд при прилагане на сила и това се отчита на дисплея.